# 이반 발렌시아노
이반 발렌시아노(Iván Valenciano, 1972년 3월 18일~)는 콜롬비아의 전 축구 선수이다. 본명은 이반 레네 발렌시아노 페레스(Iván René Valenciano Pérez)이고, 1994년 월드컵에 참가하기도 했다.